# Warner Valley Ranger Station
La Warner Valley Ranger Station est une station de rangers du comté de Plumas, en Californie, dans l'ouest des États-Unis. Protégée au sein du parc national volcanique de Lassen, elle est inscrite au Registre national des lieux historiques depuis le 3 avril 1978.